# Quaranta cuori
Quaranta cuori (Сорок сердец) è un film del 1931 diretto da Lev Vladimirovič Kulešov.